# Ruppenpass
Der Ruppenpass ist ein Pass zwischen den Schweizer Kantonen St. Gallen und Appenzell Ausserrhoden.

## Lage
Der Pass befindet sich zwischen den Orten Trogen und Altstätten. Die Passhöhe liegt auf 1003 m ü. M. im Bezirk Oberegg im Kanton Appenzell Innerrhoden bei der Abzweigung nach St. Anton. Der höchste Punkt der Strasse (1016 m) befindet sich etwa 500 Meter weiter westlich in Richtung Trogen bereits im Kanton Appenzell Ausserrhoden. Auf der dem St. Galler Rheintal zugewandten Seite des Passes befindet sich der Weiler Ruppen (Einheimische nennen ihn Ruppendörfli), der zu Altstätten gehört. An der Passstrasse steht auch der Dreikantonestein, ein Denkmal für das nahe Dreikantoneeck.

## Geschichte

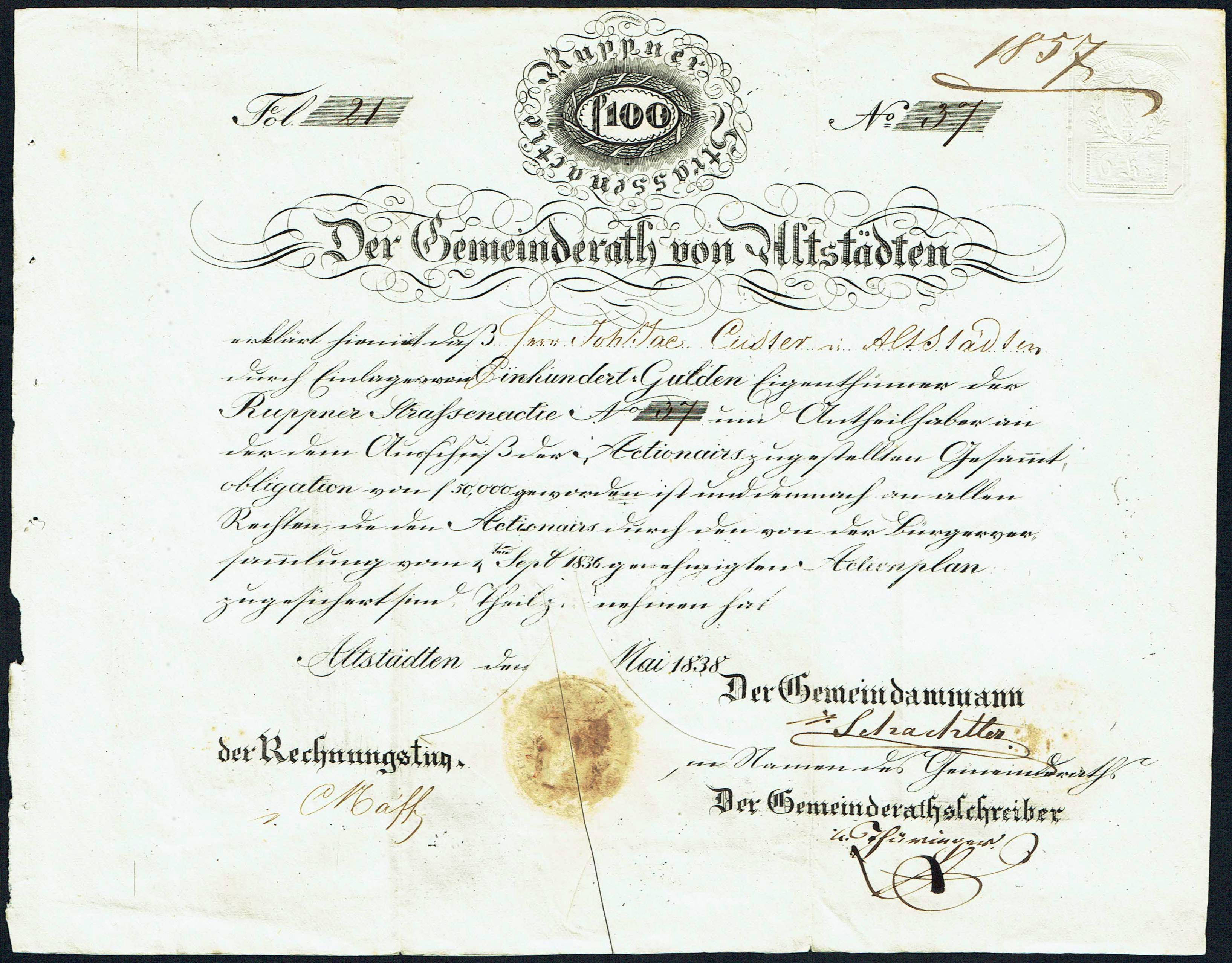
Ruppner Strassenactie über 100 Gulden vom 1. Mai 1838

Bereits im Mittelalter verband ein Saumpfad das Rheintaler Marktstädtchen Altstätten mit dem appenzellischen Trogen. Nachdem der Staat sich nicht an der Finanzierung an einer gut ausgebauten Handelsstrasse beteiligen wollte, erhielt die Gemeinde Altstätten dafür ein Darlehen von den Gemeinden Trogen und Speicher. Ausserdem gründete die Gemeinde Altstätten eine Aktiengesellschaft für die Finanzierung für dieses Strassenbauprojekt. Die Ingenieure Lorez und Ferdinand Adolf Naeff erarbeiteten den Strassenführungsplan, und in den Jahren 1837/38 wurde mit einer fahrbaren Strasse auf dem heutigen Trassee der Passübergang ausgebaut. Im September 1838 erfolgte die Eröffnung, und 1842 wurde das letzte Teilstück fertiggestellt. Die grösste Bedeutung erlangte der Ruppen von Mai 1842 bis in die 1860er Jahre, als täglich ein Eilpostwagen St. Gallen – Feldkirch hier verkehrte. Diese streckenmässig kürzeste Verbindung zwischen St. Gallen und dem im Vorarlberg gelegenen Feldkirch verlor danach wieder an Bedeutung. Im Juli 1899 übernahm der Kanton St. Gallen die Ruppnerstrasse in seinen Besitz.
Heute wird die Strasse über den Ruppen vor allem im regionalen Verkehr und in den Sommermonaten von Motorradfahrern benutzt.

## Ruppenbahn
| \| von Romanshorn Rorschach \| von Romanshorn Rorschach \| \| \| \| St. Margrethen nach Lauterach \| St. Margrethen nach Lauterach \| \| Speicherschwendi \| Speicherschwendi \| \| \| \| Ruppentunnel \| Ruppentunnel \| \| St. Gallen \| St. Gallen \| \| \| \| Altstätten \| Altstätten \| \| nach Winterthur \| nach Winterthur \| \| \| \| nach Sargans und nach Feldkirch \| nach Sargans und nach Feldkirch \| \| Ohne Zwischenstationen auf der Bahnstrecke St. Gallen–Rorschach –Sargans \| \| \| \| \| \| \| |                          |  |  |  |                                 |                                 |
| von Romanshorn Rorschach | von Romanshorn Rorschach |  |  |  | St. Margrethen nach Lauterach   | St. Margrethen nach Lauterach   |
| Speicherschwendi | Speicherschwendi         |  |  |  | Ruppentunnel                    | Ruppentunnel                    |
| St. Gallen | St. Gallen               |  |  |  | Altstätten                      | Altstätten                      |
| nach Winterthur | nach Winterthur          |  |  |  | nach Sargans und nach Feldkirch | nach Sargans und nach Feldkirch |
| Ohne Zwischenstationen auf der Bahnstrecke St. Gallen–Rorschach –Sargans |                          |  |  |  |                                 |                                 |

Der Altstätter Erziehungsrat Jakob Biroll brachte im Jahr 1906 die Idee der sogenannten Ruppenbahn vor. Sie hätte ihren Ausgang in der Stadt St. Gallen gehabt und wäre zwischen Speicherschwendi und Altstätten durch den Ruppentunnel gefahren. Über eine Rheinbrücke sollte die Linie weiter nach Feldkirch geführt werden. Dieser sogenannte Mittelanschluss in Rüthi – zwischen den Grenzübergängen Buchs südlich und St. Margrethen nördlich davon – war bereits 1865 staatsvertraglich vereinbart worden. Ingenieur Carl Vogt zeichnete ausführliche Pläne der Ruppenbahn. Der Erste Weltkrieg unterbrach die Weiterführung des Projekts.
Die Ruppenbahn kam in den 1920er Jahren unter dem Namen Ruppen-Rhein-Bahn (R.R.B.) wieder ins Gespräch. Die Stadt St. Gallen hätte den Ruppentunnel begrüsst, die Regionen Rorschach-Unterrheintal und Werdenberg-Sarganserland jedoch wehrten sich vehement dagegen. St. Gallen litt zu jener Zeit unter dem Niedergang der Textilindustrie und wollte mit einer aktiven Wirtschafts- und Verkehrspolitik darauf reagieren. Dort bildete sich 1928 ein Initiativkomitee zur Förderung der Ruppenbahn. Die aufkommende Wirtschaftskrise entwickelte sich zu einem weiteren Hindernis für das Projekt, das 1930 aus der Verkehrspolitik verschwand.